# Henicorhina
Henicorhina es un género de ave de la familia Troglodytidae.

## Especies
Este género contienen las siguientes especies:
- Henicorhina leucophrys, Cucarachero pechigrís.
- Henicorhina leucoptera, Cucharero aliblanco.
- Henicorhina leucosticta, Cucarachero pechiblanco.
- Henicorhina negreti, Cucharero de Munchique.[2]